# Optima (càmera)

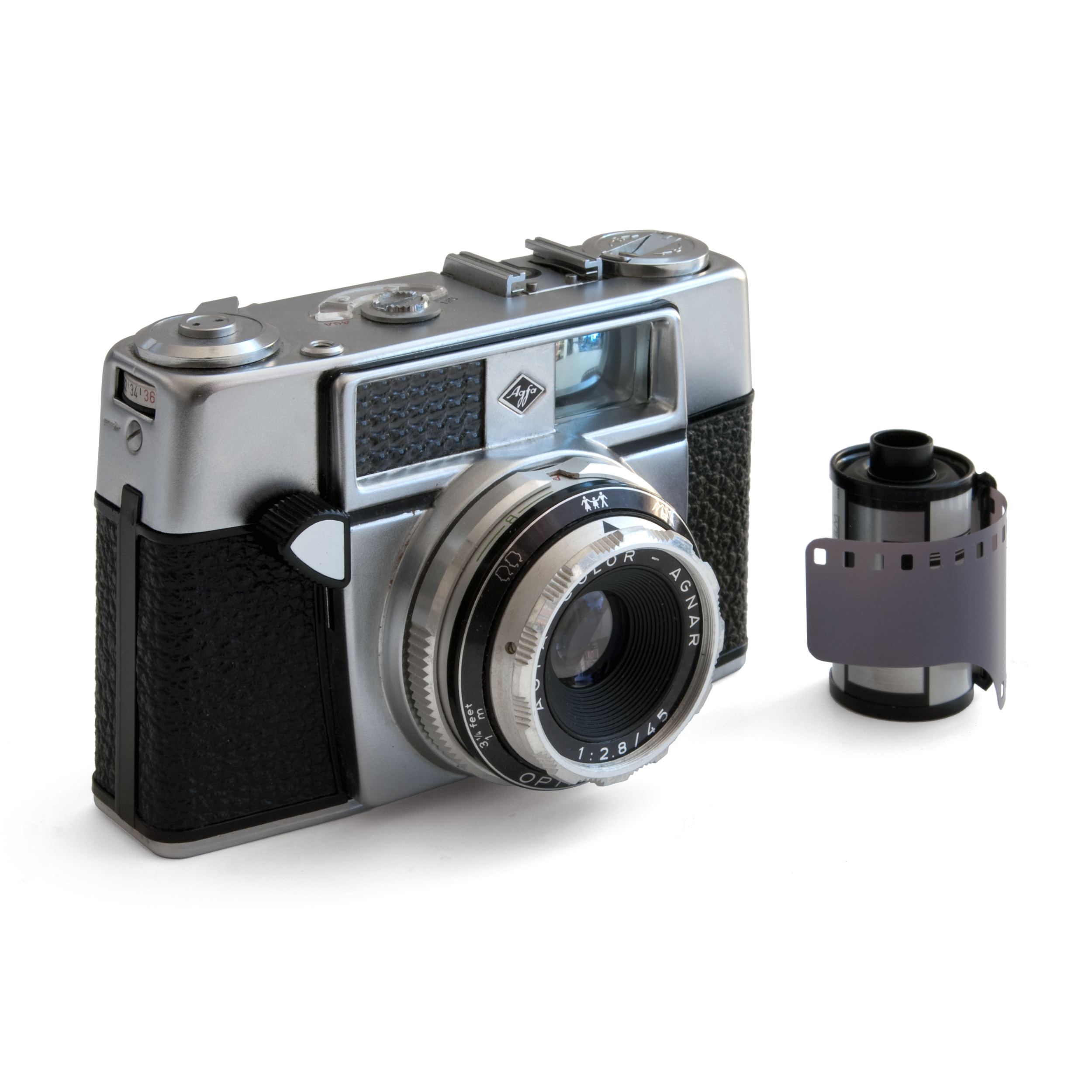
Agfa Optima Ia

L'Optima és una família de càmeres de 35mm fabricades per Agfa a partir de la dècada de 1960. L'Optima original de 1959 va ser la primera càmera fabricada amb exposició programada automàtica, utilitzant un sistema mecànic accionat per un mesurador de seleni. (La Paxette electromatic també va aparèixer el 1959, però era una càmera més senzilla amb només obertura automàtica.)
La primera Optima (sense numerar) sembla tenir un obturador al costat "equivocat"; de fet, aquesta palanca es manté premuda per fer funcionar el mesurador de llum. (El llançament de l'obturador real es troba a la coberta superior, en una ubicació convencional) Però els models posteriors van utilitzar un obturador frontal accionat per la mà dreta de l'usuari.

### Optima Ia (1962)
La càmera té un cercador òptic de marc brillant amb marques de paral·laxi, un anell de configuració de distància amb símbols al voltant de l'element de la lent frontal i un anell de configuració d'obertura amb escales de configuració d'obertura separades per al mode B o la velocitat sincronitzada del flaix d'1/30 de segon. El mode d'exposició automàtica (mode A, sense flaix) s'ha d'activar amb el mateix anell. La configuració de la velocitat de la pel·lícula només és possible fins a 200 ASA. La part inferior i posterior de la càmera es poden treure molt fàcilment per carregar la pel·lícula. L'avanç de la pel·lícula s'ha de fer amb una petita palanca d'avanç. La palanca de l'Optima I està muntada a la part superior de la càmera. El comptador d'exposició es pot llegir des del costat. El seu avantatge respecte a l'Optima I de 1960 és un obturador diferent. Un model similar va ser l'Agfa Agfamatic Ia.

## Llistat de la primera sèrie de càmeres Agfa Optima
| Nom del model | Any  | Lent                  | Obturador (velocitat màxima) | Notes                                     |
| ------------- | ---- | --------------------- | ---------------------------- | ----------------------------------------- |
| Optima        | 1959 | Color-Apotar S 3.9/39 | Compur (1/250)               | botó separat per al mesurador d'exposició |
| Optima I      | 1960 | Color-Agnar 2.8/45    | Prontor-Lux (1/250)          |                                           |
| Optima Ia     | 1962 | Color-Agnar 2.8/45    | Optimat 103A (1/160)         | cos de plàstic                            |
| Optima II     | 1960 | Color-Apotar 2.8/45   | Prontormator (1/250)         |                                           |
| Optima IIS    | 1961 | Color-Apotar 2.8/45   | Prontormator (1/250)         | telèmetre                                 |
| Optima III    | 1960 | Color-Apotar 2.8/45   | Compur (1/500)               |                                           |
| Optima IIIS   | 1961 | Color-Apotar S 2.8/45 | Compur (1/500)               | telèmetre                                 |
| Optima 500S   | 1963 | Color-Solinar 2.8/45  | Compur (1/500)               | telèmetre                                 |

Per a l'exportació, l'Optima III es deia Optima 500. Al Canadà i probablement en alguns altres països la majoria de models es venien com a Agfamatic. Per exemple, "Optima Ia" va canviar a "Agfamatic Ia". Altres càmeres d'Agfa estan molt a prop del disseny Optima: l'Agfa Selecta (amb exposició automàtica amb prioritat a l'obturador) i algunes Agfa Silettes (exposició manual), com l'Agfa Super Silette LK.
Així doncs, el nom Optima indica un obturador programat i d'aquesta manera s'utilitzava en diferents càmeres: L'Optima Reflex era germana de la Flexilette, però amb exposició automàtica. L'Optima-Parat pertany a la família de càmeres de mig fotograma Parat.
| Nom del model | Any  | Lent                 | Obturador (velocitat màxima) | Notes                         |
| ------------- | ---- | -------------------- | ---------------------------- | ----------------------------- |
| Optima Reflex | 1960 | Color-Apotar 2.8/45  | Pontor (1/250)               | 35mm TLR                      |
| Optima-Parat  | 1963 | Color-Solinar 2.8/30 | Compur (1/500)               | càmera de mig fotograma 18x24 |

A mitjans dels anys seixanta es va actualitzar el disseny de les Optimes. Es va prendre l'aspecte elegant de les càmeres Parat i els controls per al transport de la pel·lícula es van traslladar a la part inferior. El model corresponent de la sèrie Silette és el Silette Record.
| Nom del model | Any  | Lent                 | Obturador (velocitat màxima) |
| ------------- | ---- | -------------------- | ---------------------------- |
| Optima 500    | 1964 | Color-Apotar 2.8/45  | Paratic or Compur (1/500)    |
| Optima 500SN  | 1966 | Color-Solinar 2.8/45 | Paratic (1/500)              |

El 1965 Agfa va ressuscitar el cartutx de pel·lícula Karat com a sistema Ràpid en resposta al casset Kodak Instamatic. En primer lloc, estava pensat per a càmeres simples per a les masses, com la Iso-Rapid I, però també es van fabricar alguns Optima Rapids que podien beneficiar-se de la "fàcil càrrega de pel·lícules".
| Nom del model     | Any  | Lent                 | Obturador (velocitat màxima) |
| ----------------- | ---- | -------------------- | ---------------------------- |
| Optima Rapid 100C | 1966 | Color-Agnar 4.5/38   |                              |
| Optima Rapid 125C | 1967 | Color-Apotar 2.8/35  | Paratic (1/125)              |
| Optima Rapid 250  | 1965 | Color-Agnar 2.8/45   | (1/250)                      |
| Optima Rapid 250V | 1966 | Color-Apotar 2.8/35  | Paratic V (1/250)            |
| Optima Rapid 500V | 1966 | Color-Solinar 2.8/35 | Paratic V (1/500)            |

El 1968 Agfa va presentar el famós botó de l'obturador vermell-taronja amb el sensor Optima 200. El nom "Sensor" hauria d'implicar un disparador molt suau. El sensor Optima 500 va ser el primer Optima amb cèl·lules CdS per a la mesura, estava disponible en plata i negre. El sensor 200 comparteix el seu cos amb el sensor Silette LK, el sensor 500 negre està molt a prop del sensor Agfa Selectronic.
| Nom del model     | Any  | Lent                | Obturador (velocitat màxima) |
| ----------------- | ---- | ------------------- | ---------------------------- |
| Optima 200 Sensor | 1968 | Color-Apotar 2.8/42 | Paratic (1/200)              |
| Optima 500 Sensor | 1969 | Color-Apotar 2.8/42 | Paratic (1/500)              |

El 1974 Agfa va presentar 2 Optimes per al format de pel·lícula 110. Eren de més qualitat que les càmeres de butxaca habituals i equipades amb la lent Solinar de 4 elements. El model 6000 fins i tot té un temporitzador automàtic, un casquet de trípode i una presa d'alliberament de cable.
| Nom del model             | Any  | Lent                   | Obturador (velocitat màxima) |
| ------------------------- | ---- | ---------------------- | ---------------------------- |
| Optima 5000 Pocket Sensor | 1974 | Color-Solinar 2.7/26   | 1/1000                       |
| Optima 6000 Pocket Sensor | 1974 | Color-Solinar S 2.7/26 | 1/1000                       |

L'any 1976 Agfa va llançar una sèrie d'Optimes de disseny completament nous i molt compactes: la sèrie electrònica Optima Sensor. L'Optima 935 era un model únic, més conegut com Agfa Compact.
| Nom del model                  | Any  | Lent             | Obturador (velocitat màxima) | Notes                            |
| ------------------------------ | ---- | ---------------- | ---------------------------- | -------------------------------- |
| Optima Sensor electronic       | 1982 | Solitar 2.8/40   | Paratronic (1/500)           | com el 535, fet a Portugal       |
| Optima 335 Sensor electronic   | 1978 | Agnatar 3.5/40   | Paratronic (1/300)           |                                  |
| Optima 535 Sensor electronic   | 1976 | Solitar 2.8/40   | Paratronic (1/500)           |                                  |
| Optima 1035 Sensor electronic  | 1976 | Solitar S 2.8/40 | Paratronic (1/1000)          |                                  |
| Optima 1535 Sensor electronic  | 1979 | Solitar S 2.8/40 | Paratronic (1/1000)          | telèmetre                        |
| Optima Sensor flash electronic | 1981 | Solitar 2.8/40   | Paratronic (1/500)           | especificacions com el model 535 |
| Optima 935                     | 1981 | Solinar 2.8/39   | (1/1250)                     | també coneguda com Agfa Compact  |